# Vincenz Grimm
Vincenz (Vincent, Vince) Grimm (Viena, 1800 – Budapest, 15 de gener de 1872) fou un mestre d'escacs austrohongarès.
|  |

## Biografia i resultats destacats en competició
Nascut a Viena, va anar a viure a Pest (Hongria) el 1823. En Grimm va exercir una gran varietat de professions i hobbis al llarg de la seva vida. Fou artista, marxant d'art, pianista, lingüista, un ben conegut mestre de billar, un dotat delineant, i consegüentment, un litògraf i cartògraf. Fou també president del Club d'Escacs de Pest, fundat el 1839. Grimm, conjuntament amb József Szén, Johann Löwenthal, J. Oppenheim, els germans Zenner, i d'altres jugadors de la ciutat de Pest, varen guanyar un matx per correspondència contra París entre 1842 i 1846, amb una ressonant victòria per 2–0, mercès a la defensa hongaresa: 1.e4 e5 2.Cf3 Cc6 3.Ac4 Ae7.
Grimm va ser convidat a competir en el Torneig Internacional de Londres de 1851, el primer torneig internacional de la història, però com que havia estat involucrat en la Revolució Hongaresa de 1848 contra l'Imperi dels Habsburg, fou arrestat per imprimir i distribuir literatura subversiva - les famoses notes del banc Kossuth. Fou exiliat a Aleppo, Síria (llavors dins l'Imperi Otomà), i no va poder ocupar la seva plaça al torneig. A Síria, es va convertir a l'islam. i va canviar el seu nom a Murad Bey (o Mustafa Bey). Va retornar a Hongria el 1868.

### Contribucions a la teoria dels escacs
El seu nom és associat a l'atac Grimm del gambit de rei, variant del gambit de l'alfil (C33): 1.e4 e5 2.f4 exf4 3.Ac4 Dh4+ 4.Rf1 g5 5.Cc3 Ag7 6.d4 d6 7.e5.